# Đại Thiên Hưng
Đại Thiên Hưng, còn gọi là vương quốc Hưng Nguyên (928-929), là một vương quốc được lập ra trong thời kỳ Ngũ đại Thập quốc tại khu vực ngày nay thuộc tỉnh Vân Nam, Trung Quốc. Quốc gia này chỉ tồn tại trong thời gian rất ngắn là 10 tháng.

## Lịch sử
Cuối năm 928, Đông Xuyên tiết độ sứ Dương Càn Trinh cùng Thanh Bình quan (Tể tướng) Triệu Thiện Chính giết Cung Huệ hoàng đế Trịnh Long Đản của vương quốc Đại Trường Hòa. Triệu Thiện Chính tự lập làm vua, đổi tên nước thành Đại Thiên Hưng, cũng gọi là Hưng Nguyên. Triệu Thiện Chính xưng là Điệu Khang đế, đặt niên hiệu là Tôn Thánh. Năm sau, Dương Càn Trinh phế Triệu Thiện Chính để tự lập làm vua, đổi tên nước thành Đại Nghĩa Ninh. Tới năm 937, Thông Hải tiết độ sứ Đoàn Tư Bình diệt nước Đại Nghĩa Ninh, kiến lập nhà nước Đại Lý.